# بيث ستيفنز
بيث ستيفنز (مواليد 1970) هي أستاذة مشاركة في قسم طب الأعصاب في كلية الطب بجامعة هارفارد ومركز الأحياء العصبية في مستشفى بوسطن للأطفال . لقد ساعدت في تحديد دور الخلايا الدبقية الصغيرة والبروتينات المكملة في تقليم أو إزالة الخلايا المتشابكة أثناء نمو الدماغ، كما حددت أن الوظيفة الدبقية الضعيفة أو غير الطبيعية يمكن أن تكون مسؤولة عن أمراض مثل التوحد والقصام والزهايمر . 
في عام 2012 نشر فريق ستيفنز دليلاً على أن الخلايا الدبقية الصغيرة تأكل نقاط الاشتباك العصبي خاصةً الضعيفة وغير المستخدمة.  حددت هذه النتائج دورًا جديدًا للخلايا الدبقية الصغيرة في توصيل أسلاك الدماغ مما يشير إلى أن الدوائر العصبية للبالغين لا تحددها الخلايا العصبية فحسب بل تحددها الخلايا المناعية في الدماغ أيضًا. ساعد هذا في تفسير كيفية قيام الدماغ الذي يبدأ بفائض من الخلايا العصبية وبإزالة بعض الخلايا العصبية الزائدة. صنفت عصبون الورقة أكثر منشوراتها تأثيرًا لعام 2012. 
تواصل ستيفنز دراسة وظيفة الخلايا الدبقية الصغيرة في كل من الأدمغة السليمة والمريضة، ويكشف عن أدلة على أن بروتينات معينة تلعب دورًا في وضع علامات على نقاط الاشتباك العصبي وتنظيم عمرها بواسطة الخلايا الدبقية الصغيرة.  كما أنها حصلت على زمالة ماك آرثر في عام 2015. 

## النشأة والتعليم
ولدت بيث ستيفنز في بروكتون ، ماساتشوستس. كانت والدتها تدرس في المدرسة الابتدائية، وكان والدها مدير المدرسة.
حصلت ستيفنز على درجة البكالوريوس في علم الأحياء من جامعة نورث إيسترن (1993)، حيث عملت بدوام كامل في المختبرات الطبية من خلال برنامج شمالية شرقية التعاوني. حصلت على درجة الدكتوراه في علم الأعصاب من جامعة ميريلاند، كوليدج بارك (2003). 
أكملت ستيفنز زمالة ما بعد الدكتوراه مع بن باريز في كلية الطب بجامعة ستانفورد في عام 2008.   هناك أجرت بحثًا حول دور الخلايا النجمية وفي تكوين المشابك عن طريق تحفيز الخلايا العصبية لإنتاج بروتين يميز إشارات «أكلني» على المشابك غير الناضجة بدلاً من تلك الناضجة.

## البحث
حاليًا ستيفنز هي باحث مشارك في علم الأعصاب في مستشفى بوسطن للأطفال ، وأستاذ مشارك في طب الأعصاب في كلية الطب بجامعة هارفارد ، وعضو معهد برود في معهد ماساتشوستس للتكنولوجيا وجامعة هارفارد.   وهي الباحثة الرئيسية في مختبر ستيفنز الذي يسعى إلى فهم كيفية تسهيل الاتصال بين الخلايا الدبقية وتشكيل نقاط الاشتباك العصبي والقضاء عليها ومرونتها - نقاط الاتصال بين الخلايا العصبية - أثناء التطور الصحي والمرض".  قادها عمل ستيفنز إلى اكتشاف الأدوار المختلفة للخلايا الدبقية الصغيرة وأهميتها في الأمراض العصبية.

### الخلايا الدبقية الصغيرة
حددت ستيفنز الخلايا الدبقية الصغيرة باعتبارها تلعب دورًا مركزيًا في التواصل بين الخلايا العصبية الدبقية بصفتها الخلايا البلعمية المقيمة في الجهاز العصبي المركزي، تقوم الخلايا الدبقية الصغيرة بمسح بيئتها المحلية وإزالة الحطام الخلوي وإجراء اتصال مع الخلايا العصبية للمساعدة في التقليم التشابكي أثناء التطور والتعلم.  وقد اقترحت توسعًا «رباعيًا» لنموذج المشبك الثلاثي من خلال تضمين الخلايا الدبقية الصغيرة كمشاركين وظيفيين في تطوير ونضج المشابك العصبية . 
وجدت ستيفنز أن الخلايا الدبقية الصغيرة تلعب دورًا في فقدان المشابك في مجموعة من الحالات المرضية بما في ذلك عدوى فيروس غرب النيل  والأمراض التنكسية العصبية مثل مرض الزهايمر حيث يسبق فقدان المشابك موت الخلايا العصبية.  قد تساهم الخلايا الدبقية الصغيرة في المرض عن طريق البلعمة للمادة المشبكية وتنشيط الخلايا النجمية السامة العصبية.  تشير أبحاثها إلى أن الأمراض التنكسية العصبية قد تمثل إعادة تنشيط محلية لمسارات تقليم الخلايا الدبقية الصغيرة التي تكون مفيدة أثناء التطور ولكنها ضارة في الدماغ الناضج. حددت ستيفنز أيضًا الخلايا الدبقية الصغيرة كمساهم في تطور متلازمة ريت. هذا مستقل عن طفرة لجينMECP2 والتي من المعروف أنها تسبب المرض. 

### النظام المتمم في الجهاز العصبي المركزي
في عام 2007 اكتشف ستيفنز أن بروتينات المسار التكميلي الكلاسيكي كانت مطلوبة للتقليم التشابكي بواسطة الخلايا الدبقية الصغيرة.  لقد استكشفت دور المكونات التكميلية في مرض انفصام الشخصية،   مرض الزهايمر،  والزرق. 
يركز بحثها الحالي على الاستهداف الانتقائي لنقاط الاشتباك العصبي لوضع العلامات التكميلية.

## الجوائز
تلقت بيث ستيفنز تقديرًا لاكتشافاتها وحصلت على العديد من الجوائز، بما في ذلك ما يلي:
- صندوق جون ميرك.[24]
- جائزة التوظيف الرئاسي المبكر للعلماء والمهندسين[6]
- جائزة عائلة سميث للتميز في البحوث الطبية الحيوية
- جائزة مؤسسة دانا (تصوير الدماغ والمناعة)
- جائزة الباحث الجديد في الشيخوخة من مؤسسة إليسون الطبية
- برنامج زملاء ماك آرثر [7]

تلقت ستيفنز جائزة برنامج زملاء ماك آرثر 625000 دولار لمواصلة دراساتها على خلايا الدماغ. ومن بين الحاصلين على الجائزة الـ24 كانت 9 نساء فقط بمن فيهم ستيفنز. حصلت ستيفنز على الجائزة الرئاسية للوظيفة المبكرة للعلماء والمهندسين في عام 2012 والتي تمنحها الحكومة الأمريكية للعلماء الشباب. في أكتوبر 2015 ألقت واحدة من 4 محاضرات رئاسية في الاجتماع السنوي لجمعية علم الأعصاب، وهو أكبر تجمع لعلماء الأعصاب في العالم. شاركت هذا الشرف مع 3 علماء أعصاب آخرين، اثنان منهم حائزان على جائزة نوبل.